# 城口站
城口站位于福建省龙岩市漳平市新桥镇城口村，始建于1956年，1957年启用。距鹰潭站459公里，距厦门站235公里。现为五等站。不办理客货运业务，但有路内通勤车停靠服务站内职工。车站上行方向至西洋站区间为打虎坑展线，所有通过货车在尾部加挂补机车进行推挽运行。